# أحمد ماهر أبو السمن
أحمد ماهر حمدي توفيق أبو السمن (1957 -) مهندس معماري وسياسي أردني من مواليد السلط، يشغل منصب وزير الأشغال العامة والإسكان في حكومة جعفر حسان من 18 سبتمبر 2024، كما وشغل ذات المنصب في حكومة بشر الخصاونة منذ 27 أكتوبر 2022 بالإضافة لحقيبة وزير النقل، وفي التعديل الوزاري السابع على الحكومة بتاريخ 25 سبتمبر 2023، أُقيل من وزارة النقل وبقي وزيرًا للأشغال العامة والإسكان حتى استقالة الحكومة في 15 سبتمبر 2024،
أهم المناصب:
- رئيس بلدية السلط الكبرى.
- رئيس قسم متابعة المشاريع في ديوان المحاسبة.
- رئيس لجنة بلدية السلط الكبرى.
- رئيس لجنة البلديات الأردنية المنتسبة للاتحاد الدولي للمدن المتحدة.
- رئيس نادي السلط الرياضي.
- عضو في المجلسين الاستشاري والتنفيذي لمحافظة البلقاء.
- عضو في مجلس إدارة مؤسسة إعمار السلط.
- عضو في مجلس جامعة البلقاء التطبيقية.
- عضو في مجلس جامعة عمان الاهلية.